# Grigorij Bogrow
Grigorij Isaakowicz Bogrow (ur. 13 marca 1825 w Połtawie, zm. 10 maja 1885 w miejscowości Dieriewki) – pisarz i eseista żydowski tworzący w języku rosyjskim, który największą popularność zyskał dzięki powieści autobiograficznej Zapiski jewrieja, szczegółowo opisującej realia życia w społeczności żydowskiej w latach 30. i 40. XIX w.

## Życiorys
Urodził się jako syn ubogiego rabina, uznawanego przez miejscową społeczność za cadyka, który pozostawił po sobie prace na temat astronomii. Grigorij otrzymał ściśle religijną edukację w chederze, gdzie studiował hebrajski i literaturę talmudyczną, jednocześnie samodzielnie uczył się rosyjskiego i czytał świecką literaturę, którą ze strachu przed rodzicami ukrywał w spiżarni albo na strychu. W wieku 17 lat zawarł zaaranżowane małżeństwo, które okazało się nieudane i wkrótce zakończyło się rozwodem. Usamodzielniony Bogrow poświęcił się edukacji, zaczął poznawać niemiecki i francuski, nauczył się również gry na skrzypcach.
Na początku lat 60. XIX w. napisał pierwsze rozdziały częściowo autobiograficznej powieści, która miała okazać się jego największym dziełem, Zapiski jewrieja (Wspomnienia żyda). Bogrow bezskutecznie poszukiwał wydawcy, aż zainteresował się nim Nikołaj Niekrasow, redaktor wpływowego pisma literacko-społecznego „Otieczestwiennyje zapiski”. Niekrasow zachęcił Bogrowa do kontynuowania pracy nad powieścią, wprowadził do niej poprawki stylistyczne i opublikował w swoim piśmie w latach 1871-1873. W 1874 ukazało się pierwsze wydanie książkowe Zapisków jewrieja, a w 1880 tłumaczenie na język niemiecki (Memoiren eines Juden), dzięki czemu powieść zyskała odbiór w Europie Zachodniej. W samej Rosji książka spotkała się z pozytywnym przyjęciem, będąc jednym z pierwszych opisów ortodoksyjnej społeczności żydowskiej, który trafił do głównego nurtu rosyjskiej literatury. Środowiska żydowskie miały bardziej ambiwalentny stosunek do twórczości Bogrowa, w której krytykował niektóre tradycje i obyczaje, przez co bywał nazywany samo-nienawidzącym się żydem.
Po sukcesie swojej książki Grigorij Bogrow przeniósł się do Petersburga i całkowicie poświęcił pisaniu. Publikował kolejne powieści m.in. Jewriejskij manuskript. Pieried dramoj i Maniak oraz opowiadania. Związał się z żydowskimi periodykami takimi jak „Russkij Jewriei”, „Rasswiet” czy „Woschod”. Pod koniec życia dokonał konwersji na prawosławie, żeby móc poślubić swoją wieloletnią partnerkę. Zmarł w miejscowości Dieriewki w 1885.
Wnukiem Grigorija był Dymitr Bogrow, rewolucjonista, który w 1911 dokonał zamachu na Piotra Stołypina.